# Embia koltzbaueri
Embia koltzbaueri is een insectensoort uit de familie Embiidae, die tot de orde webspinners (Embioptera) behoort. De soort komt voor in Brazilië.
Embia koltzbaueri is voor het eerst wetenschappelijk beschreven door Navás in 1925.